# Estación Doblas
Doblas es una estación de ferrocarril ubicada en la localidad homónima, en el Departamento Atreucó, Provincia de La Pampa, Argentina.

## Servicios
En el presente pertenece al Ferrocarril Domingo Faustino Sarmiento en su ramal que parte de Rivera, hasta esta estación terminal.
No presta servicios de pasajeros desde 1978, sin embargo por sus vías corren trenes de carga, a cargo de la empresa Ferroexpreso Pampeano.

## Historia
Los antecedentes de la línea ferroviaria se remontan a 1887 cuando el Congreso Nacional autorizó al Poder Ejecutivo a contratar con los señores Abreu, Torres y Cía, la construcción y explotación de un ferrocarril que conectase a Bahía Blanca con Villa Mercedes en San Luis. 
La concesión fue transferida en 1889 a la [The Bahía Blanca and North Western Railway Company Limited], la cual inauguró el primer tramo de 175 kilómetros, hasta Bernasconi, en dirección hacia General Acha, en 1891.
En el kilómetro 42 de esa línea se fundó la estación Nueva Roma, de la cual partió un nuevo ramal en dirección al noroeste. 
En julio de 1904 el Ferrocarril Buenos Aires al Pacífico (BAP) adquirió al FCBByNO.  
El 22 de febrero de 1907 se libró al servicio público el tramo Nueva Roma – Darragueira.
Una vez llegado el ferrocarril a Rivera, la empresa BAP solicitó la aprobación de los planos y memorias descriptivas de un ramal que partiendo de Rivera terminase en Estación Macachín, con una extensión de 43 kilómetros. 
Los planos fueron aprobados el 25 de abril de 1907. 
En junio del mismo año se aprobaron los planos de la prolongación hasta Doblas.
La sección de Rivera a Macachín fue librada al servicio público con carácter provisional el 24 de marzo de 1908 y el tramo de Macachín a Doblas el 10 de junio del mismo año. 
El 11 de mayo de 1909 el tramo Rivera - Doblas fue librado al servicio público de manera definitiva.
Para la extensión de esa línea férrea fue autorizada la Empresa de Ferrocarril de Buenos Aires al Pacífico, en enero de 1904 por Ley 4.300.
La empresa concesionaria por conducto de su representante legal Dr. Emilio Lamarca eleva con fecha 28 de octubre de 1907 la siguiente nota al director general de Ferrocarriles Ingeniero Alberto Schneidewind:

Señor Director General: Acompaño una lista del kilometraje definitivo de las estaciones del Ramal de Rivera a Macachín solicitando del Señor Director General quiera recabar de la Superioridad la aprobación de esas ubicaciones como así mismo la denominación correspondiente para las estaciones citadas.

En planilla adjunta se numeran por orden las cinco estaciones indicando kilometraje, cota y nombre del Propietario (sic) del campo, 
a saber:
1 km. 13,590 Cota 124,10 propietario: Ramón González 
2 “ 25,200 “ 127,45 “ Teresa Ganduglia
3 “ 37,547 “ 139,70 “ Moore y Brunel 
4 “ 51,500 “ 142,45 “ Tulio Ganduglia
5 “ 69,609 “ 157,95 “ Urquiza y Compañía
Con la nota precedente se forma el Expediente N.º 011916-P-1907 de la Dirección General de Vías de Comunicación, que informa: Señor Director: la Empresa del Ferrocarril de Buenos Aires al Pacífico solicita la aprobación de la ubicación de las estaciones del Ramal de Rivera a Macachín, con la designación del nombre correspondiente a cada una.
La ubicación elegida para las estaciones es la que conviene y sobre ella no tengo que observar.
Con respecto a los nombres regionales he hallado los siguientes:
1.- Estación km. 13,590 “Tres Cruces” Este nombre es el del lugar en que se consumó la
matanza por los indios de unos carreros;con las llantas de sus carros entrelazadas se precisa el sitio del suceso.
2.- Estación km. 25,200 “Salinas Grandes” Es el nombre de unas inmensas salinas, 
que esta empresa está estudiando, cerca de las cuales se han desarrollado importantes acciones de guerra contra los indios.
3.- Estación km. 37,547 “Macachín” Es el nombre de un pueblo ya formado desde hace tiempo.
4.- Estación km. 51,500 “Atreucó” Nombre de un extenso valle, donde existe el camino que seguían los indios para llegar a General Acha.
5.- Estación km. 69,600 “Doblas” Nombre de Francisco Doblas coronel que actuó en la guerra por la Independencia.